# モーニングジャンボJNNニュースショー
『モーニングジャンボJNNニュースショー』（モーニングジャンボジェイエヌエヌニュースショー）は、TBS系列（JNN）ほかで放送されたTBS製作の報道・情報番組である。製作局のTBSでは1972年4月3日から1975年1月3日まで放送。

## 概要
1971年4月から放送されていた前番組『モーニングジャンボ』が終了し、始まった番組（朝8時30分 - 10時の枠は、『モーニングジャンボ奥さま8時半です』として分割）。1974年7月から1975年1月4日の番組終了までは、「おはよう地球さん」というコーナーを実施していた。同コーナーは番組の終了後も、1975年1月6日から同年9月26日まで独立した番組として放送されていた。

## 司会
- 鈴木治彦（前番組『モーニングジャンボ』から続投）

## 放送時間
いずれもJST（日本標準時）。
- 月曜 - 金曜 6:50 - 8:00 （放送開始時）
- 月曜 - 金曜 7:00 - 8:00 （放送終了時）

## 放映ネット局
系列は当時の系列。
| 放送対象地域          | 放送局       | 系列                                 | 備考                                                                                            |
| --------------------- | ------------ | ------------------------------------ | ----------------------------------------------------------------------------------------------- |
| 関東広域圏            | 東京放送     | TBS系列                              | 制作局 現：TBSテレビ                                                                            |
| 北海道                | 北海道放送   | TBS系列                              |                                                                                                 |
| 青森県                | 青森テレビ   | NETテレビ系列 TBS系列                | [ 2 ]                                                                                           |
| 岩手県                | 岩手放送     | TBS系列                              | 現：IBC岩手放送                                                                                 |
| 宮城県                | 東北放送     | TBS系列                              |                                                                                                 |
| 福島県                | 福島テレビ   | TBS系列 フジテレビ系列               | [ 3 ]                                                                                           |
| 山梨県                | テレビ山梨   | TBS系列                              |                                                                                                 |
| 新潟県                | 新潟放送     | TBS系列                              |                                                                                                 |
| 長野県                | 信越放送     | TBS系列                              |                                                                                                 |
| 静岡県                | 静岡放送     | TBS系列                              |                                                                                                 |
| 石川県                | 北陸放送     | TBS系列                              |                                                                                                 |
| 中京広域圏            | 中部日本放送 | TBS系列                              | 現：CBCテレビ                                                                                   |
| 近畿広域圏            | 朝日放送     | TBS系列                              | 現：朝日放送テレビ                                                                              |
| 島根県 →島根県 鳥取県 | 山陰放送     | TBS系列                              | 1972年9月21日までの放送エリアは島根県のみ 1972年9月22日から電波相互乗り入れに伴い鳥取県でも放送 |
| 岡山県                | 山陽放送     | TBS系列                              | 現：RSK山陽放送 当時の放送免許エリアは岡山県のみ                                                |
| 広島県                | 中国放送     | TBS系列                              |                                                                                                 |
| 山口県                | テレビ山口   | TBS系列 フジテレビ系列 NETテレビ系列 | [ 3 ]                                                                                           |
| 愛媛県                | 南海放送     | 日本テレビ系列                       | [ 4 ]                                                                                           |
| 高知県                | テレビ高知   | TBS系列                              |                                                                                                 |
| 福岡県                | RKB毎日放送  | TBS系列                              |                                                                                                 |
| 長崎県                | 長崎放送     | TBS系列                              |                                                                                                 |
| 熊本県                | 熊本放送     | TBS系列                              |                                                                                                 |
| 大分県                | 大分放送     | TBS系列                              |                                                                                                 |
| 宮崎県                | 宮崎放送     | TBS系列                              |                                                                                                 |
| 鹿児島県              | 南日本放送   | TBS系列                              |                                                                                                 |
| 沖縄県                | 琉球放送     | TBS系列                              | [ 5 ]                                                                                           |